# Darren Sharper
Darren Mallory Sharper (Richmond, 3 novembre 1975) è un ex giocatore di football americano statunitense che ha gioca nel ruolo di safety per 14 stagioni nella National Football League (NFL). Fu scelto nel corso del secondo giro (60º assoluto) del Draft NFL 1997 dai Green Bay Packers. All'università ha giocato a football al College di William e Mary
Sharper è stato convocato cinque volte per il Pro Bowl ed inserito nella formazione ideale della NFL degli anni 2000. Ha inoltre giocato per i Minnesota Vikings e i New Orleans Saints con cui ha vinto il Super Bowl XLIV. È il fratello minore dell'ex linebacker della NFL Jamie Sharper.

## Carriera professionistica

### Green Bay Packers
Sharper fu scelto nel corso del secondo giro del Draft 1997 dai Green Bay Packers. Nella sua stagione da rookie disputò 14 partite, facendo registrare 19 tackle e 2 intercetti, entrambi ritornati in touchdown. Il primo fu su un ritorno di 50 yard nella settimana 10 che contribuì alla vittoria dei Packers per 20–10 sui Detroit Lions. Le sue giocate aiutarono Green Bay a raggiungere il Super Bowl XXXII perso contro i Denver Broncos per 31–24. Nella sua seconda stagione disputò come titolare tutte le 16 gare dei Packers, totalizzando 73 tackle. Nel 1999 giocò tutte le 16 gare dall'inizio per il secondo anno consecutivo terminando con un massimo in carriera di 113 tackle e e 3 intercetti.
Sharper giocò la sua prima grande stagione nel 2000. Egli terminò l'annata con 92 tackle e guidò la lega con 9 intercetti, ricevendo la prima convocazione in carriera per il Pro Bowl. Sharper disputò un'altra grande stagione nel 2001 terminando con 94 tackle e 6 intercetti.
Nel 2002, Sharper fu convocato per il secondo Pro Bowl dopo aver intercettato 7 passaggi e aver guidato la lega con 233 yard ritornate da intercetto in sole 13 gare. Nel 2003 concluse con 82 tackle e 5 intercetti. Nel corso dell'ultima stagione coi Packers nel 2004 fece registrare 70 tackles e 4 intercetti guidando la lega in touchdown difensivi con due.
Il 10 marzo 2005 i Packers svincolarono Sharper. Nei suoi otto anni a Green Bay, si classificò al quinto posto nella storia della franchigia con 36 intercetti oltre a 616 tackle, 6 sack, 677 yard su ritorni da intercetto e 5 touchdown.

### Minnesota Vikings
Sharper firmò coi Minnesota Vikings il 12 marzo 2005. Sharper ebbe un immediato impatto nella difesa dei Vikings intercettando 9 passaggi e guidando nuovamente la lega con 276 yard ritornate da intercetti e due touchdown difensivi, in sole 14 partite. Le sue grandi giocate gli fecero guadagnare la terza convocazione per il Pro Bowl in carriera. Durante la seconda annata coi Vikings nel 2006 mise a referto 67 tackle e 4 intercetti. L'11 novembre 2006 in una gara contro i Miami Dolphins, Sharper si scontrò con un membro degli arbitri ma non venne immediatamente penalizzato. Nel corso della settimana successiva la NFL lo multò di 15.000 dollari per l'infrazione.
Sharper fu convocato per il suo quarto Pro Bowl nel 2007, dopo aver messo a segno 63 tackle e 4 intercetti. Il 16 novembre 2007, Sharper divenne il ventiduesimo giocatore nella storia della NFL ad arrivare a quota 50 passaggi intercettati. Nel 2008 Sharper fece registrare 69 tackle e un intercetto.
Darren concluse i suoi 4 anni nel Minnesota con 18 intercetti, 250 tackle, 359 yard intercettate, tre touchdown e un sack.

### New Orleans Saints

#### Stagione 2009
Divenuto un unrestricted free agent dopo la stagione 2008, Sharper siglò un contratto annuale coi New Orleans Saints il 18 marzo 2009.
Il 4 ottobre 2009, Sharper ritornò un intercetto per 99 yard in touchdown, il più lungo nella storia dei Saints. Fu anche il suo secondo intercetto ritornato per più di 95 yard in touchdown della stagione. Il 25 ottobre, Sharper ritornò il suo terzo intercetto in touchdown nella stagione, un record di franchigia. Alla fine della settimana 8, in un Monday Night Football, Sharper intercettò un passaggio di Matt Ryan degli Atlanta Falcons consentendo ai Saints di rimanere imbattuti. Fu il suo settimo intercetto stagionale. Il 30 novembre, di nuovo nel Monday Night Football, Sharper intercettò un passaggio della disperazione di Tom Brady dei New England Patriots e lo ritornò per 35 yard, a sole 4 yard dal record NFL di yard ritornate su intercetto in una stagione stabilito da Ed Reed dei Baltimore Ravens nel 2004, ma l'intercetto fu annullato per una penalità.
Sharper superò tale record il 27 dicembre contro i Tampa Bay Buccaneers, intercettando un passaggio di Josh Freeman e ritornandolo per 21 yard. Con questo giunse a quota 9 intercetti in stagione e 376 yard ritornate (oltre a 3 ritornati in touchdown). Esso fu il 63º della carriera di Sharper nella NFL, ponendondolo al sesto posto a pari merito nella classifica di tutti i tutti i tempi. Sharper inoltre condivide un altro record NFL con Deion Sanders per il maggior numero di gare con più di 50 yard ritornate su intercetto (9) e il record NFL solitario per il maggior numero di gare con intercetti ritornati per più di 75 yard (6).
Per queste sue prestazioni nel 2009, Sharper fu convocato per il quinto Pro Bowl e inserito nel First-Team All-Pro.
I Saints iniziarono la stagione vincendo le prime 13 partite consecutive, prima di perdere le ultime tre. La possibilità di saltare il turno delle wild card si rivelò di gran beneficio per la squadra, che poté ritemprarsi dopo il difficile finale di stagione regolare. Nel division round dei playoff, i Saints superarono i Cardinals 41-14 e nella finale della NFC i Minnesota Vikings per 31-28 nei tempi supplementari.  Il 7 febbraio 2010, i Saints sconfissero i favoriti Indianapolis Colts nel Super Bowl XLIV disputato a Miami e Sharper si laureò per la prima volta campione NFL

#### Stagione 2010
Sharper dopo la stagione 2009 subì un'operazione in artroscopia per ridurre una microfrattura nel ginocchio. Il 5 marzo 2010, Sharper divenne un unrestricted free agent, permettendogli di firmare con un'altra squadra. Ad ogni modo, il 3 maggio, Sharper rifirmò coi Saints per la stagione 2010. Il 3 settembre, Sharper fu inserito in lista infortunati, perdendo le prime 6 settimane della stagione. Tornò nel roster attivo il 24 ottobre ma perse in seguito altre due partite per infortunio. Malgrado l'aver perso la maggior parte della stagione, Darren fu inserito nel Second-Team All-Pro.

### Ritiro
Dopo essersi allenato con Denver Broncos, New England Patriots e Green Bay Packers senza che gli venisse offerto un contratto, Sharper annunciò il proprio ritiro dopo 14 anni di carriera. Egli terminò al sesto posto di tutti i tempi con 63 intercetti nella stagione regolare. Di quegli intercetti 11 furono ritornati in touchdown, ponendolo al terzo posto di tutti i tempi dietro l'Hall of Famer Rod Woodson e Charles Woodson, con 12.

## Palmarès

### Franchigia
- Super Bowl : 1

New Orleans Saints: Super Bowl XLIV
- National Football Conference Championship: 2

Green Bay Packers: 1997
New Orleans Saints: 2009

### Individuale
- Convocazioni al Pro Bowl: 5

2000, 2002, 2005, 2007, 2009
- All-Pro: 6

2000, 2002, 2005, 2007, 2009, 2010
- Leader della NFL in intercetti: 2

2000, 2009
- Formazione ideale della NFL degli anni 2000

## Statistiche
| Tackle totali    | 943 |
| Sack fatti       | 7,5 |
| Intercetti fatti | 63  |
| Fumble forzati   | 8   |